# Kurhaus Sandkrug
Das Kurhaus Sandkrug (lettisch Smiltynės Kurhauzas) ist ein aus deutscher Zeit stammendes Bauwerk in Smiltynė auf der Kurischen Nehrung im Memelland.
Die Initiative, in Sandkrug ein Hotel zu errichten, ging von Händlern aus Memel aus, die die Kurhaus Sandkrug GmbH gründeten. Das Hotel wurde zum beeindruckendsten Hotel des Memellandes. Der Bau wurde im Schweizerstil mit Elementen des Rokoko erbaut und war Aushängeschild der Kurischen Nehrung mit luxuriösem Restaurant, Kurhausgarten, Sommercafé und Casino. 1944 wurde es zum Zufluchtsort für Flüchtlinge, später zum Wohnhaus. Nunmehr ist das Haus wieder ein Hotel.

## Nachweise
- Kulturkorrespondenz östliches Europa, herausgegeben vom Deutsches Kulturforum östliches Europa, Nummer 1441 Mai/Juni 2024